# Polistes gallicus
Polistes gallicus és una espècie d'himenòpter apòcrit de la família dels vèspids (Vespidae), subfamília dels polistins (Polistinae). És una de les espècies de vespa més comuna a Espanya i Europa del sud en general. Fa nius amb una mena de paper. A penes es distingeix, al camp, de l'espècie Polistes dominula, amb la que s'ha confós durant llarg temps. És depredadora, s'alimenta d'altres insectes i aràcnids, però també del nèctar de les flors.

## Característiques
El seu abdomen presenta, en general, un patró variable de bandes grogues i negres, tanmateix al segon segment abdominal hi ha dues taques grogues molt visibles. Es pot diferenciar d'altres espècies del gènere, com ara P. dominula pel patró cromàtic del cap: clipi groc amb una taca negra, més o menys conspícua, al centre, i galtes (àrea sota els ulls) negre.

## Història natural
Els nius els forma una sola vespa reproductora o diverses reines germanes entre elles. El «paper» el fan barrejant tiges assecades de plantes mesclades amb la seva secreció salival. El niu papiraci no està recobert al contrari que altres gèneres simpàtrics com Vespula.

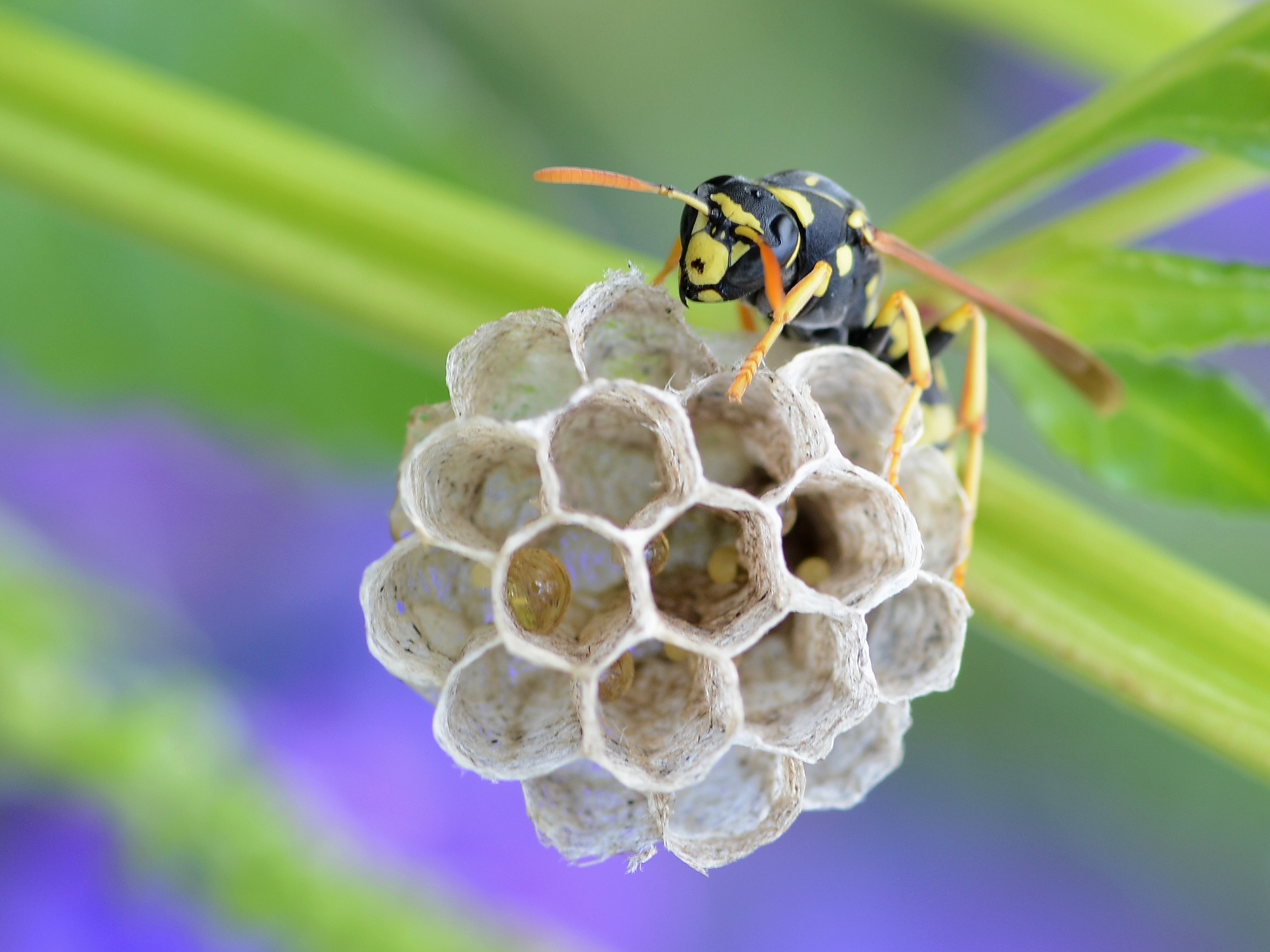
P. gallicus, amb la típica taca negre al clipi i les galtes (àrea sota els ulls) negres.
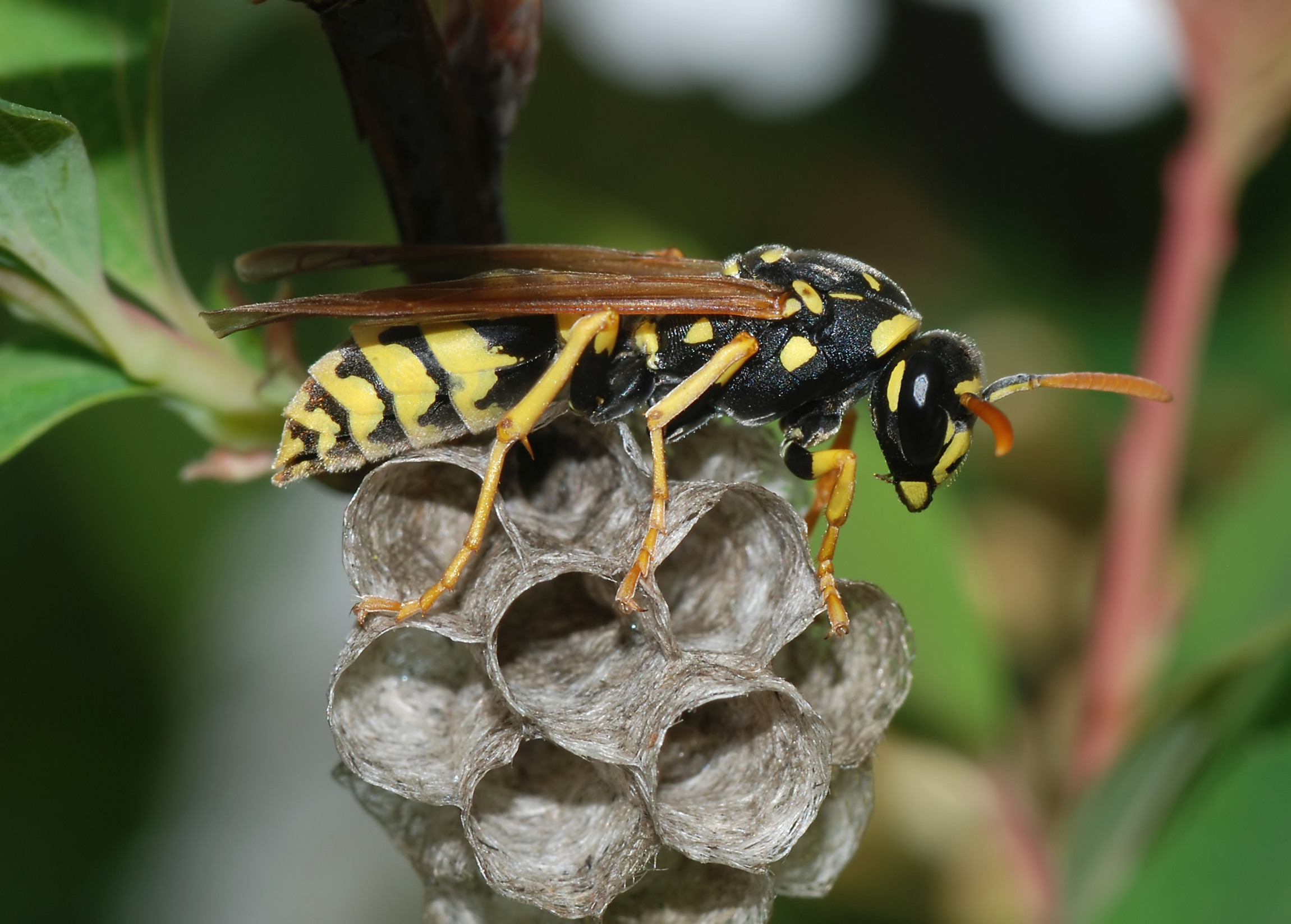
P. gallicus
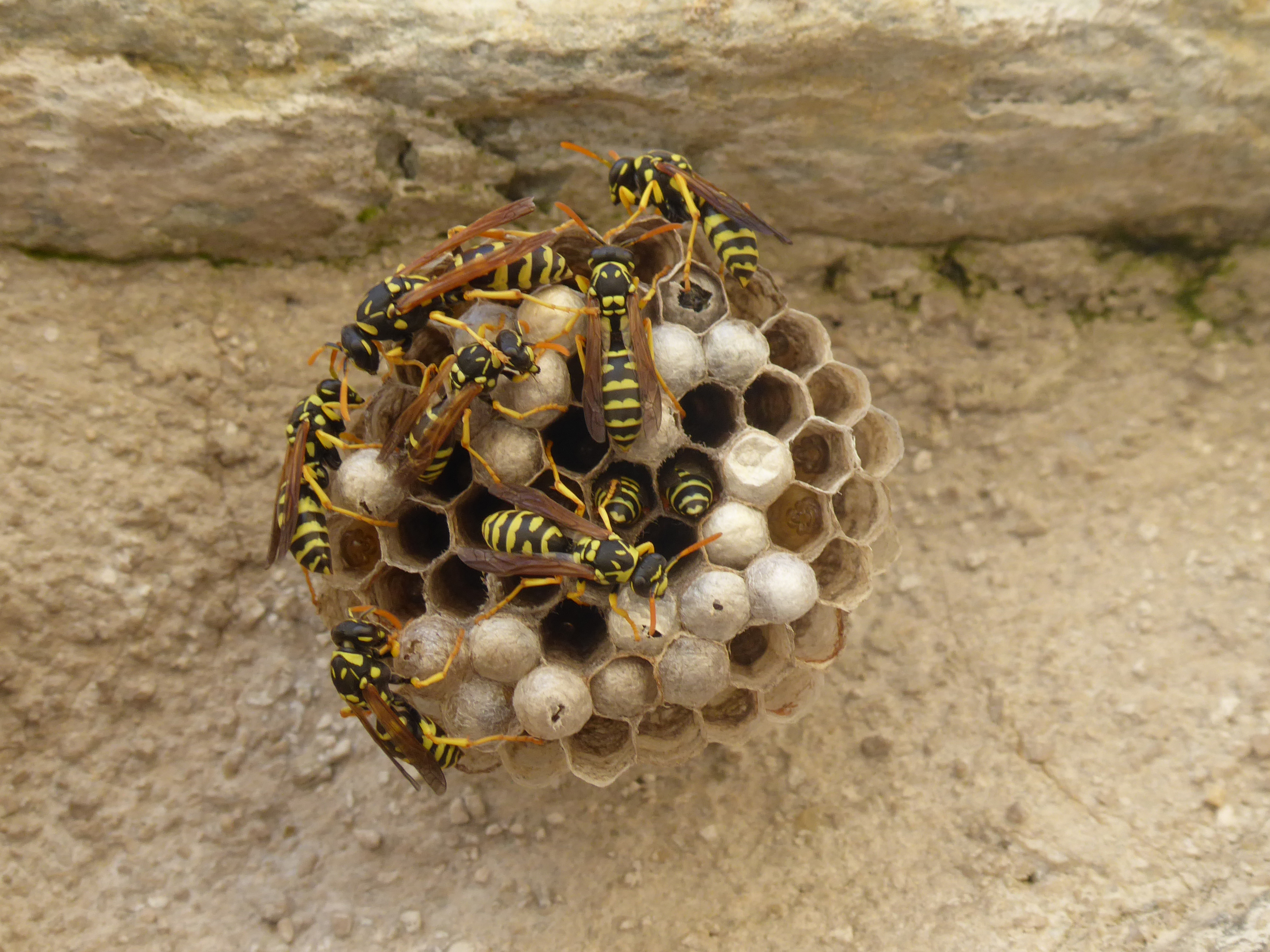
Niu de P. gallicus